# 1297
Portal Geschichte | Portal Biografien | Aktuelle Ereignisse | Jahreskalender | Tagesartikel

◄ |
12. Jahrhundert |
13. Jahrhundert
| 14. Jahrhundert | ►

◄ |
1260er |
1270er |
1280er |
1290er
| 1300er | 1310er | 1320er | ►

◄◄ |
◄ |
1293 |
1294 |
1295 |
1296 |
1297
| 1298 | 1299 | 1300 | 1301 | ► | ►►
Staatsoberhäupter  · Nekrolog
| Januar | Januar | Januar | Januar | Januar | Januar | Januar | Januar |
| Kw     | Mo     | Di     | Mi     | Do     | Fr     | Sa     | So     |
| 1      |        | 1      | 2      | 3      | 4      | 5      | 6      |
| 2      | 7      | 8      | 9      | 10     | 11     | 12     | 13     |
| 3      | 14     | 15     | 16     | 17     | 18     | 19     | 20     |
| 4      | 21     | 22     | 23     | 24     | 25     | 26     | 27     |
| 5      | 28     | 29     | 30     | 31     |        |        |        |
| ------ | ------ | ------ | ------ | ------ | ------ | ------ | ------ |

| Februar | Februar | Februar | Februar | Februar | Februar | Februar | Februar |
| Kw      | Mo      | Di      | Mi      | Do      | Fr      | Sa      | So      |
| 5       |         |         |         |         | 1       | 2       | 3       |
| 6       | 4       | 5       | 6       | 7       | 8       | 9       | 10      |
| 7       | 11      | 12      | 13      | 14      | 15      | 16      | 17      |
| 8       | 18      | 19      | 20      | 21      | 22      | 23      | 24      |
| 9       | 25      | 26      | 27      | 28      |         |         |         |
| ------- | ------- | ------- | ------- | ------- | ------- | ------- | ------- |

| März | März | März | März | März | März | März | März |
| Kw   | Mo   | Di   | Mi   | Do   | Fr   | Sa   | So   |
| 9    |      |      |      |      | 1    | 2    | 3    |
| 10   | 4    | 5    | 6    | 7    | 8    | 9    | 10   |
| 11   | 11   | 12   | 13   | 14   | 15   | 16   | 17   |
| 12   | 18   | 19   | 20   | 21   | 22   | 23   | 24   |
| 13   | 25   | 26   | 27   | 28   | 29   | 30   | 31   |
| ---- | ---- | ---- | ---- | ---- | ---- | ---- | ---- |

| April | April | April | April | April | April | April | April |
| Kw    | Mo    | Di    | Mi    | Do    | Fr    | Sa    | So    |
| 14    | 1     | 2     | 3     | 4     | 5     | 6     | 7     |
| 15    | 8     | 9     | 10    | 11    | 12    | 13    | 14    |
| 16    | 15    | 16    | 17    | 18    | 19    | 20    | 21    |
| 17    | 22    | 23    | 24    | 25    | 26    | 27    | 28    |
| 18    | 29    | 30    |       |       |       |       |       |
| ----- | ----- | ----- | ----- | ----- | ----- | ----- | ----- |

| Mai | Mai | Mai | Mai | Mai | Mai | Mai | Mai |
| Kw  | Mo  | Di  | Mi  | Do  | Fr  | Sa  | So  |
| 18  |     |     | 1   | 2   | 3   | 4   | 5   |
| 19  | 6   | 7   | 8   | 9   | 10  | 11  | 12  |
| 20  | 13  | 14  | 15  | 16  | 17  | 18  | 19  |
| 21  | 20  | 21  | 22  | 23  | 24  | 25  | 26  |
| 22  | 27  | 28  | 29  | 30  | 31  |     |     |
| --- | --- | --- | --- | --- | --- | --- | --- |

| Juni | Juni | Juni | Juni | Juni | Juni | Juni | Juni |
| Kw   | Mo   | Di   | Mi   | Do   | Fr   | Sa   | So   |
| 22   |      |      |      |      |      | 1    | 2    |
| 23   | 3    | 4    | 5    | 6    | 7    | 8    | 9    |
| 24   | 10   | 11   | 12   | 13   | 14   | 15   | 16   |
| 25   | 17   | 18   | 19   | 20   | 21   | 22   | 23   |
| 26   | 24   | 25   | 26   | 27   | 28   | 29   | 30   |
| ---- | ---- | ---- | ---- | ---- | ---- | ---- | ---- |

| Juli | Juli | Juli | Juli | Juli | Juli | Juli | Juli |
| Kw   | Mo   | Di   | Mi   | Do   | Fr   | Sa   | So   |
| 27   | 1    | 2    | 3    | 4    | 5    | 6    | 7    |
| 28   | 8    | 9    | 10   | 11   | 12   | 13   | 14   |
| 29   | 15   | 16   | 17   | 18   | 19   | 20   | 21   |
| 30   | 22   | 23   | 24   | 25   | 26   | 27   | 28   |
| 31   | 29   | 30   | 31   |      |      |      |      |
| ---- | ---- | ---- | ---- | ---- | ---- | ---- | ---- |

| August | August | August | August | August | August | August | August |
| Kw     | Mo     | Di     | Mi     | Do     | Fr     | Sa     | So     |
| 31     |        |        |        | 1      | 2      | 3      | 4      |
| 32     | 5      | 6      | 7      | 8      | 9      | 10     | 11     |
| 33     | 12     | 13     | 14     | 15     | 16     | 17     | 18     |
| 34     | 19     | 20     | 21     | 22     | 23     | 24     | 25     |
| 35     | 26     | 27     | 28     | 29     | 30     | 31     |        |
| ------ | ------ | ------ | ------ | ------ | ------ | ------ | ------ |

| September | September | September | September | September | September | September | September |
| Kw        | Mo        | Di        | Mi        | Do        | Fr        | Sa        | So        |
| 35        |           |           |           |           |           |           | 1         |
| 36        | 2         | 3         | 4         | 5         | 6         | 7         | 8         |
| 37        | 9         | 10        | 11        | 12        | 13        | 14        | 15        |
| 38        | 16        | 17        | 18        | 19        | 20        | 21        | 22        |
| 39        | 23        | 24        | 25        | 26        | 27        | 28        | 29        |
| 40        | 30        |           |           |           |           |           |           |
| --------- | --------- | --------- | --------- | --------- | --------- | --------- | --------- |

| Oktober | Oktober | Oktober | Oktober | Oktober | Oktober | Oktober | Oktober |
| Kw      | Mo      | Di      | Mi      | Do      | Fr      | Sa      | So      |
| 40      |         | 1       | 2       | 3       | 4       | 5       | 6       |
| 41      | 7       | 8       | 9       | 10      | 11      | 12      | 13      |
| 42      | 14      | 15      | 16      | 17      | 18      | 19      | 20      |
| 43      | 21      | 22      | 23      | 24      | 25      | 26      | 27      |
| 44      | 28      | 29      | 30      | 31      |         |         |         |
| ------- | ------- | ------- | ------- | ------- | ------- | ------- | ------- |

| November | November | November | November | November | November | November | November |
| Kw       | Mo       | Di       | Mi       | Do       | Fr       | Sa       | So       |
| 44       |          |          |          |          | 1        | 2        | 3        |
| 45       | 4        | 5        | 6        | 7        | 8        | 9        | 10       |
| 46       | 11       | 12       | 13       | 14       | 15       | 16       | 17       |
| 47       | 18       | 19       | 20       | 21       | 22       | 23       | 24       |
| 48       | 25       | 26       | 27       | 28       | 29       | 30       |          |
| -------- | -------- | -------- | -------- | -------- | -------- | -------- | -------- |

| Dezember | Dezember | Dezember | Dezember | Dezember | Dezember | Dezember | Dezember |
| Kw       | Mo       | Di       | Mi       | Do       | Fr       | Sa       | So       |
| 48       |          |          |          |          |          |          | 1        |
| 49       | 2        | 3        | 4        | 5        | 6        | 7        | 8        |
| 50       | 9        | 10       | 11       | 12       | 13       | 14       | 15       |
| 51       | 16       | 17       | 18       | 19       | 20       | 21       | 22       |
| 52       | 23       | 24       | 25       | 26       | 27       | 28       | 29       |
| 1        | 30       | 31       |          |          |          |          |          |
| -------- | -------- | -------- | -------- | -------- | -------- | -------- | -------- |

| Januar | Januar | Januar | Januar | Januar | Januar | Januar | Januar |
| Kw     | Mo     | Di     | Mi     | Do     | Fr     | Sa     | So     |
| 1      |        | 1      | 2      | 3      | 4      | 5      | 6      |
| 2      | 7      | 8      | 9      | 10     | 11     | 12     | 13     |
| 3      | 14     | 15     | 16     | 17     | 18     | 19     | 20     |
| 4      | 21     | 22     | 23     | 24     | 25     | 26     | 27     |
| 5      | 28     | 29     | 30     | 31     |        |        |        |
| ------ | ------ | ------ | ------ | ------ | ------ | ------ | ------ |

| Februar | Februar | Februar | Februar | Februar | Februar | Februar | Februar |
| Kw      | Mo      | Di      | Mi      | Do      | Fr      | Sa      | So      |
| 5       |         |         |         |         | 1       | 2       | 3       |
| 6       | 4       | 5       | 6       | 7       | 8       | 9       | 10      |
| 7       | 11      | 12      | 13      | 14      | 15      | 16      | 17      |
| 8       | 18      | 19      | 20      | 21      | 22      | 23      | 24      |
| 9       | 25      | 26      | 27      | 28      |         |         |         |
| ------- | ------- | ------- | ------- | ------- | ------- | ------- | ------- |

| März | März | März | März | März | März | März | März |
| Kw   | Mo   | Di   | Mi   | Do   | Fr   | Sa   | So   |
| 9    |      |      |      |      | 1    | 2    | 3    |
| 10   | 4    | 5    | 6    | 7    | 8    | 9    | 10   |
| 11   | 11   | 12   | 13   | 14   | 15   | 16   | 17   |
| 12   | 18   | 19   | 20   | 21   | 22   | 23   | 24   |
| 13   | 25   | 26   | 27   | 28   | 29   | 30   | 31   |
| ---- | ---- | ---- | ---- | ---- | ---- | ---- | ---- |

| April | April | April | April | April | April | April | April |
| Kw    | Mo    | Di    | Mi    | Do    | Fr    | Sa    | So    |
| 14    | 1     | 2     | 3     | 4     | 5     | 6     | 7     |
| 15    | 8     | 9     | 10    | 11    | 12    | 13    | 14    |
| 16    | 15    | 16    | 17    | 18    | 19    | 20    | 21    |
| 17    | 22    | 23    | 24    | 25    | 26    | 27    | 28    |
| 18    | 29    | 30    |       |       |       |       |       |
| ----- | ----- | ----- | ----- | ----- | ----- | ----- | ----- |

| Mai | Mai | Mai | Mai | Mai | Mai | Mai | Mai |
| Kw  | Mo  | Di  | Mi  | Do  | Fr  | Sa  | So  |
| 18  |     |     | 1   | 2   | 3   | 4   | 5   |
| 19  | 6   | 7   | 8   | 9   | 10  | 11  | 12  |
| 20  | 13  | 14  | 15  | 16  | 17  | 18  | 19  |
| 21  | 20  | 21  | 22  | 23  | 24  | 25  | 26  |
| 22  | 27  | 28  | 29  | 30  | 31  |     |     |
| --- | --- | --- | --- | --- | --- | --- | --- |

| Juni | Juni | Juni | Juni | Juni | Juni | Juni | Juni |
| Kw   | Mo   | Di   | Mi   | Do   | Fr   | Sa   | So   |
| 22   |      |      |      |      |      | 1    | 2    |
| 23   | 3    | 4    | 5    | 6    | 7    | 8    | 9    |
| 24   | 10   | 11   | 12   | 13   | 14   | 15   | 16   |
| 25   | 17   | 18   | 19   | 20   | 21   | 22   | 23   |
| 26   | 24   | 25   | 26   | 27   | 28   | 29   | 30   |
| ---- | ---- | ---- | ---- | ---- | ---- | ---- | ---- |

| Juli | Juli | Juli | Juli | Juli | Juli | Juli | Juli |
| Kw   | Mo   | Di   | Mi   | Do   | Fr   | Sa   | So   |
| 27   | 1    | 2    | 3    | 4    | 5    | 6    | 7    |
| 28   | 8    | 9    | 10   | 11   | 12   | 13   | 14   |
| 29   | 15   | 16   | 17   | 18   | 19   | 20   | 21   |
| 30   | 22   | 23   | 24   | 25   | 26   | 27   | 28   |
| 31   | 29   | 30   | 31   |      |      |      |      |
| ---- | ---- | ---- | ---- | ---- | ---- | ---- | ---- |

| August | August | August | August | August | August | August | August |
| Kw     | Mo     | Di     | Mi     | Do     | Fr     | Sa     | So     |
| 31     |        |        |        | 1      | 2      | 3      | 4      |
| 32     | 5      | 6      | 7      | 8      | 9      | 10     | 11     |
| 33     | 12     | 13     | 14     | 15     | 16     | 17     | 18     |
| 34     | 19     | 20     | 21     | 22     | 23     | 24     | 25     |
| 35     | 26     | 27     | 28     | 29     | 30     | 31     |        |
| ------ | ------ | ------ | ------ | ------ | ------ | ------ | ------ |

| September | September | September | September | September | September | September | September |
| Kw        | Mo        | Di        | Mi        | Do        | Fr        | Sa        | So        |
| 35        |           |           |           |           |           |           | 1         |
| 36        | 2         | 3         | 4         | 5         | 6         | 7         | 8         |
| 37        | 9         | 10        | 11        | 12        | 13        | 14        | 15        |
| 38        | 16        | 17        | 18        | 19        | 20        | 21        | 22        |
| 39        | 23        | 24        | 25        | 26        | 27        | 28        | 29        |
| 40        | 30        |           |           |           |           |           |           |
| --------- | --------- | --------- | --------- | --------- | --------- | --------- | --------- |

| Oktober | Oktober | Oktober | Oktober | Oktober | Oktober | Oktober | Oktober |
| Kw      | Mo      | Di      | Mi      | Do      | Fr      | Sa      | So      |
| 40      |         | 1       | 2       | 3       | 4       | 5       | 6       |
| 41      | 7       | 8       | 9       | 10      | 11      | 12      | 13      |
| 42      | 14      | 15      | 16      | 17      | 18      | 19      | 20      |
| 43      | 21      | 22      | 23      | 24      | 25      | 26      | 27      |
| 44      | 28      | 29      | 30      | 31      |         |         |         |
| ------- | ------- | ------- | ------- | ------- | ------- | ------- | ------- |

| November | November | November | November | November | November | November | November |
| Kw       | Mo       | Di       | Mi       | Do       | Fr       | Sa       | So       |
| 44       |          |          |          |          | 1        | 2        | 3        |
| 45       | 4        | 5        | 6        | 7        | 8        | 9        | 10       |
| 46       | 11       | 12       | 13       | 14       | 15       | 16       | 17       |
| 47       | 18       | 19       | 20       | 21       | 22       | 23       | 24       |
| 48       | 25       | 26       | 27       | 28       | 29       | 30       |          |
| -------- | -------- | -------- | -------- | -------- | -------- | -------- | -------- |

| Dezember | Dezember | Dezember | Dezember | Dezember | Dezember | Dezember | Dezember |
| Kw       | Mo       | Di       | Mi       | Do       | Fr       | Sa       | So       |
| 48       |          |          |          |          |          |          | 1        |
| 49       | 2        | 3        | 4        | 5        | 6        | 7        | 8        |
| 50       | 9        | 10       | 11       | 12       | 13       | 14       | 15       |
| 51       | 16       | 17       | 18       | 19       | 20       | 21       | 22       |
| 52       | 23       | 24       | 25       | 26       | 27       | 28       | 29       |
| 1        | 30       | 31       |          |          |          |          |          |
| -------- | -------- | -------- | -------- | -------- | -------- | -------- | -------- |

## Ereignisse

### Politik und Weltgeschehen

#### Südeuropa

Fürstliches Wappen der Grimaldi von Monaco

- 8. Januar: Monaco wird durch einen Handstreich einer Gruppe exilierter Genuesen unter der Führung des Guelfen Francesco Grimaldi und seines Cousins Raniero, des Herrn von Cagnes, erobert. Raniero übernimmt als Familienoberhaupt die Herrschaft über Monaco. Dieses Ereignis wird im monegassischen Wappen in Erinnerung behalten, auf dem zwei mit Schwerter bewaffnete Ordensbrüder als Schildhalter auf dieses Ereignis hinweisen.
- 4. April: Papst Bonifatius VIII. belehnt König Jakob II. von Aragón mit den Inseln Sardinien und Korsika.

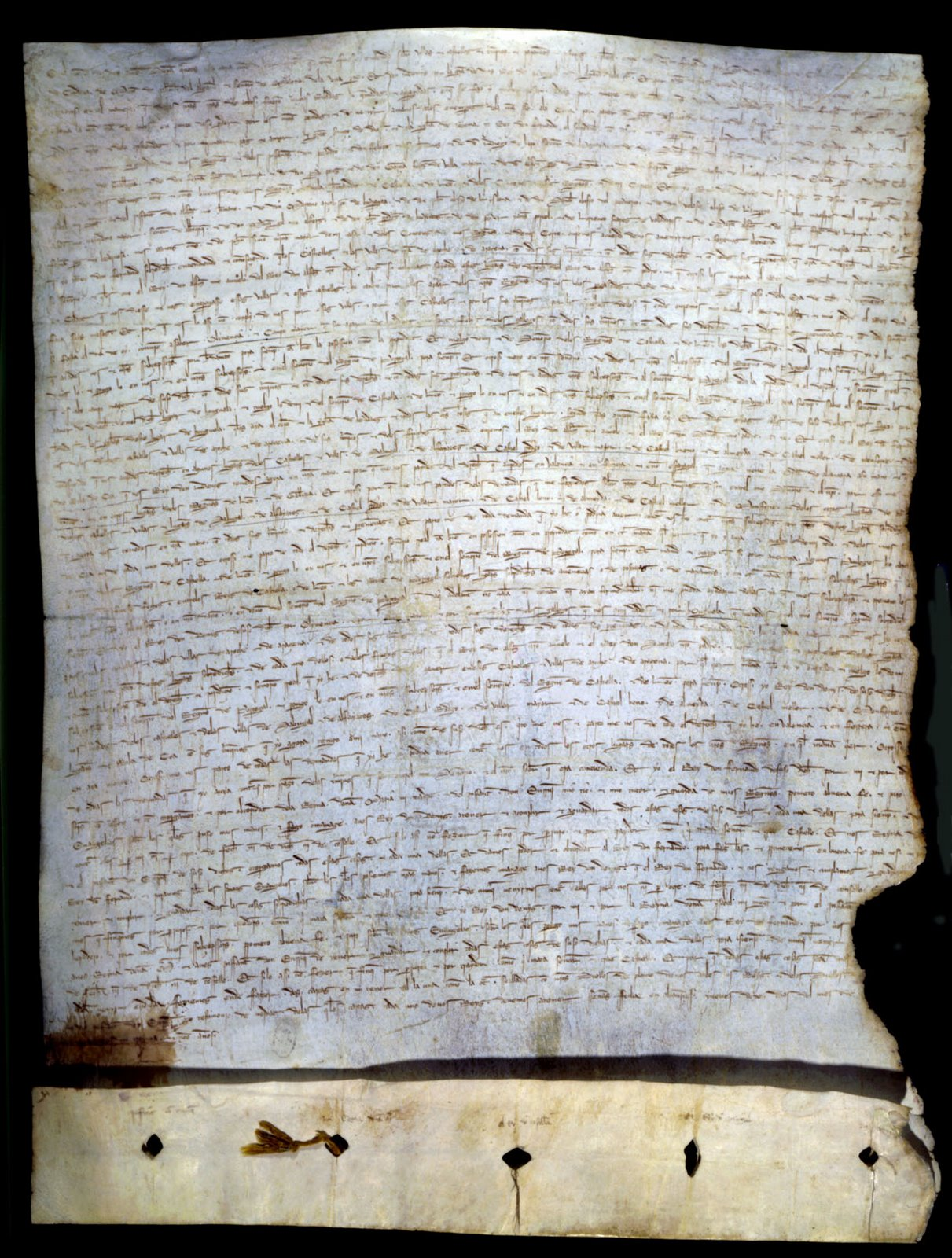
Der Vertrag von Alcañices

- 12. September: Im Vertrag von Alcañices zwischen König Dionysius von Portugal und König Ferdinand IV. von Kastilien wird die Grenze zwischen den beiden Ländern festgelegt, die auch rund 700 Jahre später noch weitgehende Gültigkeit hat.
- Serrata: Die Verfassung Venedigs wird weiter auf eine strenge Oligarchie ausgerichtet: Der bisherige Große Rat mit bis dahin 588 Mitgliedern wird erweitert und es werden schrittweise neue Regelungen zur Mitgliedschaft eingeführt. Das führt schließlich dazu, dass im Grundsatz zum Großen Rat Männer zugelassen sind, deren Vater oder Großvater im Großen Rat gesessen ist. Zugang erhalten nun nur mehr die Mitglieder der führenden Familien. Der Große Rat wählt den Dogen, das Staatsoberhaupt, und die Prokuratoren auf Lebenszeit sowie alle anderen Amtsträger mit stets befristeter Amtszeit.

#### West- und Mitteleuropa
- 20. August: In der Schlacht von Veurne behalten die Franzosen unter Robert von Artois die Oberhand gegenüber einem flämischen Heer, das für Graf Guido I. von Flandern kämpft.
- 11. September: Während der Schottischen Unabhängigkeitskriege kommt es zur Schlacht von Stirling Bridge. Die schottischen Truppen unter Andrew de Moray und William Wallace siegen bei der Brücke von Stirling. Die Engländer unter John de Warenne erleiden eine vernichtende Niederlage.
- Johann I. wird Burggraf von Nürnberg.

#### Asien
- 16. August: Nach dem Tod von Johannes II. wird sein Sohn Alexios II. Kaiser und Großkomnene von Trapezunt. Da dieser noch sehr jung ist, wird er der Vormundschaft seines Onkels, des byzantinischen Kaisers Andronikos II. Palaiologos, unterstellt.

#### Stadtrechte und urkundliche Ersterwähnungen
- Erste urkundliche Erwähnung von Corsier, Korntal, Neuweier und Morges
- Gründung von Wiesental durch Friedrich von Bolanden, den Fürstbischof des Hochstift Speyer
- Tettnang erhält von König Adolf von Nassau das Stadtrecht.
- Hersbruck und Harburg/Elbe erhalten Stadtrecht.

### Kultur

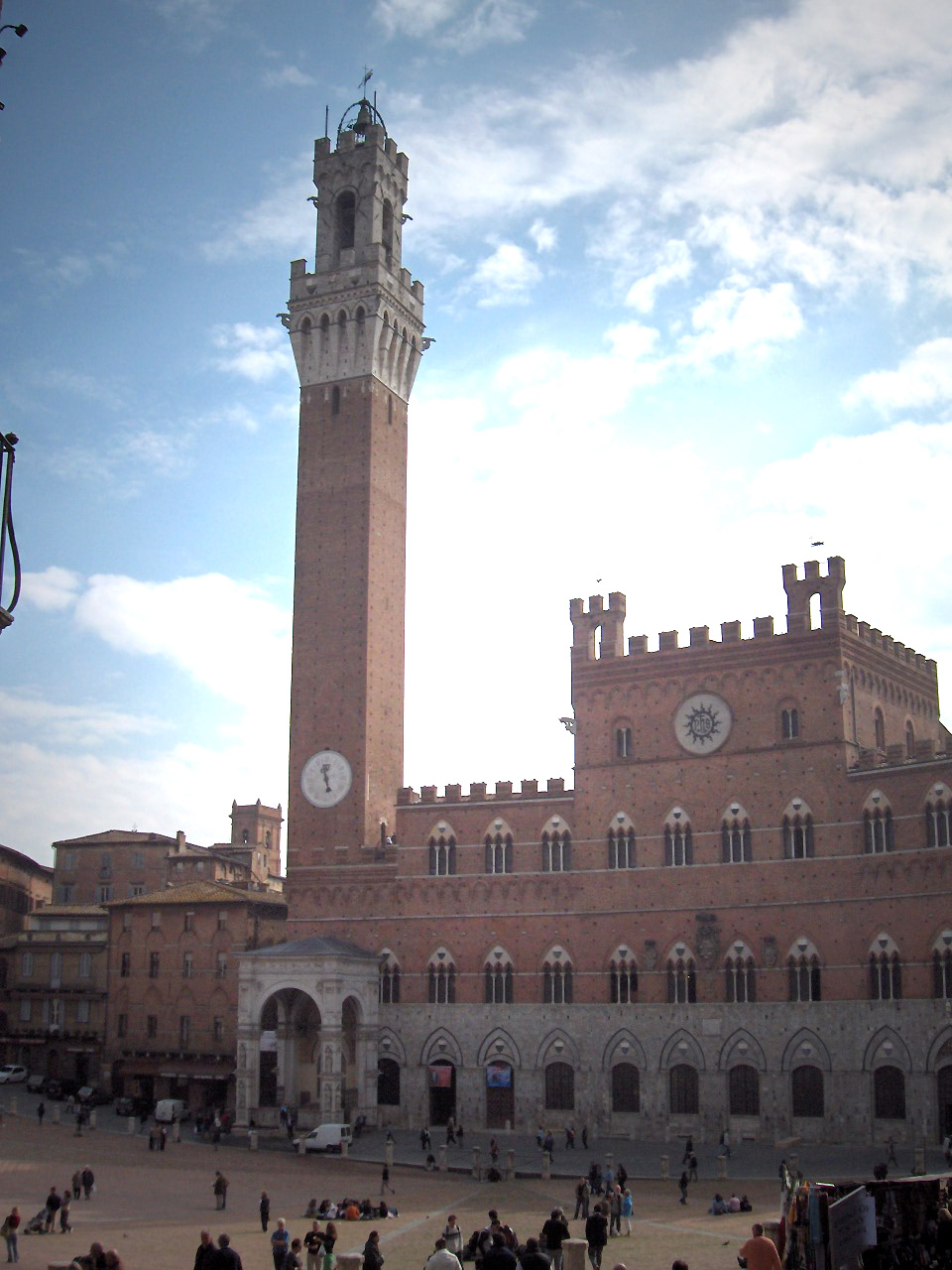
Palazzo Pubblico in Siena

- Der Bau des Palazzo Pubblico in Siena beginnt.
- Giovanni Pisano wird Dombaumeister in Pisa, wo er für das Baptisterium die Bildwerke der gotischen Geschosse gestaltet.

### Religion
- 7. April: Siegfried von Westerburg stirbt. Im Mai wird Wigbold von Holte vom Domkapitel zu seinem Nachfolger als Erzbischof und Kurfürst von Köln gewählt. König Adolf von Nassau ist bei der Wahl anwesend.
- 11. August: Papst Bonifatius VIII. spricht den 1270 verstorbenen französischen König Ludwig IX. mit der Bulle Gloria Laus heilig, nachdem dieser schon zu Lebzeiten als Heiliger verehrt worden ist.
- 24. September: Ulrich von Paldau wird als Nachfolger des im Februar verstorbenen Heinrich II. zum Bischof von Seckau geweiht.
- Der Dominikaner Jacobus de Voragine beendet die Chronica de civitate Ianuae, eine Chronik Genuas von den Anfängen bis 1297, deren letzter Teil die einzige Quelle für die Stadtgeschichte darstellt.
- Dietrich von Apolda beendet die vom Orden in Auftrag gegebene Arbeit über das Leben des Gründers Dominikus, die sich gegenüber älteren Viten besonders durch die Fülle des Materials auszeichnet.
- Der Inquisitor und Ordensschriftsteller Bernhard Gui ist Prior in Carcassonne. Als erster Schriftsteller des Predigerordens beginnt er in diesem Jahr mit einer Sammlung der Akten der Generalkapitel.
- Der Franziskaner Johannes Duns Scotus lehrt in Cambridge und Oxford.

### Natur und Umwelt
- Deutschland: milder und angenehmer Herbst

## Geboren

### Geburtsdatum gesichert
- 25. März: Andronikos III. Palaiologos, Kaiser des Byzantinischen Reichs († 1341)
- 14. August: Hanazono, Tennō (Kaiser) von Japan († 1348)

### Genaues Geburtsdatum unbekannt
- Ingebjørg Eriksdatter, norwegische Prinzessin († um 1357)
- Ludwig von Burgund, Fürst von Achaia und Titularkönig von Thessaloniki († 1316)
- Otto VI., Graf von Weimar-Orlamünde († 1340)
- Thomas von Neumarkt, Titularbischof von Sareptensis und Weihbischof in Breslau († 1378)

### Geboren um 1297
- Adolf VII., Graf von Holstein-Pinneberg und Graf von Schauenburg († 1354)
- Robert Fitzwalter, englischer Adeliger († 1328)
- Ende 1296 oder Anfang 1297: Gregorios Palamas, orthodoxer byzantinischer Theologe, Schriftsteller und Erzbischof von Thessalonike, Heiliger der östlichen Kirche († 1359)

## Gestorben

### Todesdatum gesichert
- 23. Januar: Florenz von Hennegau, Fürst von Achaia (* um 1255)
- 22. Februar: Margareta von Cortona, franziskanische Heilige aus dem Dritten Orden (* 1247)
- 27. Februar: Heinrich II., Bischof von Seckau
- 7. April: Siegfried von Westerburg, Erzbischof von Köln
- 16. April: Konrad II. von Rietberg, Bischof von Osnabrück
- 7. Mai: Simon d’Armentières, Kardinal der Katholischen Kirche
- 18. Mai: Nicholas Longespée, Bischof von Salisbury
- 18. Juni: Guta von Habsburg, böhmische Königin (* 1271)
- 19. Juli: William de Vescy, englischer Adeliger (* 1245)
- 13. August: Gertrud von Altenberg, katholische Selige und Prämonstratenserin (* 1227)
- 14. August: Friedrich III., Burggraf von Nürnberg (* um 1220)
- 16. August: Johannes II., Kaiser von Trapezunt (* 1262)
- 19. August: Ludwig von Toulouse, Heiliger (* 1274)
- 20. August: William Fraser, Bischof von St Andrews
- 27. August: Reinboto von Meilenhart, Bischof von Eichstätt
- 11. September: Hugh de Cressingham, englischer Ritter
- 28. Dezember: Hugues Aycelin, französischer Theologe und Kardinal (* um 1230)

### Genaues Todesdatum unbekannt
- nach dem 25. Juli: Domhnall, schottischer Adeliger (* um 1250)
- November: Andrew de Moray, politischer Führer im schottischen Unabhängigkeitskrieg (* um 1265)
- Cynan ap Maredudd, Fürst von Deheubarth
- Schweiker von Gemmingen, genannt Velscher, Landvogt in Wimpfen
- Johannes XI., Patriarch von Konstantinopel (* um 1225)
- Ulrich Moser, Abt von Wessobrunn
- Walram, Graf von Jülich